# Duncan II.

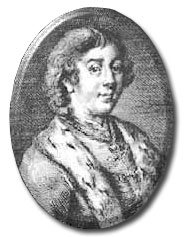
Bildnis von Duncan II. aus dem 17. Jahrhundert – Die Echtheit ist sehr unwahrscheinlich

Duncan II. (Donnchad mac Maíl Coluim; * 1060; † 12. November 1094) war während eines halben Jahres bis zu seinem Tod schottischer König.
Er war der älteste Sohn von Malcolm III. und dessen erster Ehefrau Ingeborg von Halland und dadurch Enkel von Duncan I. Er war mit Athelreda von Northumberland verheiratet und hatte einen unehelichen Sohn, Wilhelm († 1153), Earl of Moray.
Mit Hilfe englischer Truppen setzte Duncan im Mai 1094 die gemeinsam regierenden Könige Donald und Edmund ab. Donald III. war sein Onkel und Edmund sein Halbbruder. Duncan war jedoch nur wenige Monate an der Macht, als er in der Schlacht von Monthechin getötet wurde. Daraufhin übernahmen Donald und Edmund wieder gemeinsam die Herrschaft.